# オオヤブラッスリー
株式会社オオヤブラッスリー（英: Ohya Brasserie）は、富山県富山市に所在する地ビール醸造業者。ビール醸造の仕込みから瓶詰め、出荷まで大谷崇が1人で切り盛りしている。
大谷崇は、1999年に船峅高原農場（大沢野町）に就職し、ビール醸造に携わるようになる。コエドブルワリーで研修を行い、船峅高原農場は2000年にビールのブランド「風舎の丘ビール工房」を立ち上げた。船峅高原農場のビール工場は2007年に閉鎖されてしまう。その時、大谷はベルギーの全土を回りビール醸造の研修中であった。
日本に戻った大谷は、自分でブルワリーを開くことを決意。2007年12月25日に醸造免許を取得すると、富山駅の近くに工場兼販売所「オオヤブラッスリー」を開業する。屋号に「ブラッスリー」が使われているのは、ベルギー研修の影響から。「越中風雅（ペールエール）」とカカオを使用した「ショコラノワール」の販売を2008年より開始する。同年7月には城端麦酒と大谷が中心となってタナバタビアフェスタトヤマを開催し、成功を収めた。

## 特徴
富山産のハチミツ、リンゴ、ナシなどを使った季節限定ビールも醸造しており、ハチミツは由来となる花の違いからくる味の違いなどにもこだわる。
代表的な銘柄
- 越中風雅（えっちゅうフーガ） - ペールエール。「レンガ色の液色、カラメルを思わせる麦芽香、グレープフルーツを思わせるホップの香り」と評されている。
- 仁右衛門の黒（にえもんのくろ） - スタウト。富山市産の二条大麦を使用。

どちらも苦味は抑えられているため飲みやすく、女性の人気も高い。